# Норћепинг
Норћепинг (швед. Norrköping) је један од великих градова у Шведској, у југоисточном делу државе. Град је у оквиру Источнојетског округа, где је други по значају град. Норћепинг је истовремено и седиште истоимене општине.
Норћепинг је традиционално шведско средиште производње тканина, па град називају и „Шведским Манчестером” и „Шведским Пекингом”. 
Близу Норћепинга смештен је аеродром Стокхолм-Скавства, који најзначајнији аеродром у држави за нискотарифне летове.

## Природни услови
Град Норћепинг се налази у југоисточном делу Шведске и Скандинавског полуострва. Од главног града државе, Стокхолма, град је удаљен 160 км југозападно. 
Рељеф: Норћепинг се развио на југоисточној обали Скандинавског полуострва, у брежуљкастој области Источне Јетске. Подручје града је бреговито, а надморска висина се креће 5-80 м.
Клима у Норћепингу је континентална са утицајем мора и крајњих огранака Голфске струје. Стога су зиме блаже, а лета свежија у односу на дату географску ширину.
Воде: Норћепинг се развио у на реци Мотала Стрем, која се 2 km источно улива у Балтичко море, тачније у његов залив Бровикен. Снага реке, која на месту града прави неколико слапова је некада била покретач првих градских погона. Западно од града смештено је језеро Глен. Око града има низ малих језера.

## Историја
Подручје Норћепинга било је насељено у средњем веку, када се овде насељавају занатлије које користе слапове реке Мотале Стрем за добијање радне снаге. Први спомен насеља под данашњим именом је из 1283. године. Почетком 14. века Норћепинг добија статус града.
У средњем веку, многе битке су се одиграле на подручју града. Последица тога јесте да ништа од средњовековног Норћепинга није сачувано. На пример, у 16. веку цео јужни град је спаљен, па опет саграђен. Затим, 1655. и 1719. године, град спаљују Руси у Великом нордијском рату. 1822. и 1826. град поново гори, па су затим забрањене дрвене куће.
У другој половини 19. века, са доласком индустрије и железнице, Норћепинг доживљава препород. Ово благостање траје и дан-данас.

## Становништво
Норћепинг је данас град средње величине за шведске услове. Град има око 87.000 становника (податак из 2010. г.), а градско подручје, тј. истоимена општина има око 131.000 становника (податак из 2012. г.). Последњих деценија број становника у граду расте.
До средине 20. века Норћепинг су насељавали искључиво етнички Швеђани. Међутим, са јачањем усељавања у Шведску, становништво града је постало шароликије.

## Привреда
Данас је Норћепинг савремени град са посебно развијеном индустријом (аутомобилска, ИТ, машинска, обрада дрвета, производња намештаја). Традиционална индустрија тканина данас је потиснута. Последње две деценије посебно се развијају трговина, услуге и туризам.

## Галерија
- Дротингатан, главна трговачна улица у граду
- Историјски погон за тканине на реци Мотали
- Линћепиншка саборна црква, Црква Светог Матеје
- Градска кућа Норћепинга